# (5766) 1986 QR3
(5766) 1986 QR3 (1986 QR3, 1989 LN) — астероїд головного поясу, відкритий 29 серпня 1986 року.
Тіссеранів параметр щодо Юпітера — 3,580.